# Goranin (powiat koniński)
Goranin – wieś w Polsce położona w województwie wielkopolskim, w powiecie konińskim, w gminie Ślesin.
W latach 1975–1998 miejscowość należała administracyjnie do województwa konińskiego.
21 marca 1863 roku miała miejsce potyczka pod Goraninem. 10 osobowa grupa powstańców styczniowych, wchodząca w skład oddziału Kazimierza Mielęckiego, starła się z patrolem huzarów i 3. rotą strzelecką Szlisselburskiego Pułku. Poległo 5 Polaków, a pozostałych 5 dostało się do niewoli. Zabitych pochowano w niewiadomym miejscu. 
W późniejszym czasie pod Goraninem doszło do jeszcze jednej bitwy. 10 czerwca 1863 roku oddział powstańczy, dowodzony przez Edmunda Calliera, starł się z żołnierzami generała Krasnokutskiego. Polacy przegrali tę bitwę. Zginęło 45 powstańców, a 14 zostało rannych. Straty rosyjskie nie są znane. Do klęski przyczynił się major Gruszczyński, który, podczas bitwy, wycofał z pola walki część powstańców.  
Miejscowość znana w regionie głównie przez znajdujące się tam składowisko odpadów, które niekorzystnie wpływało na turystyczny charakter gminy Ślesin i wywoływało protesty mieszkańców. Od roku 2008 toczą się starania o formalne zamknięcie wysypiska i jego unieszkodliwienie dla środowiska.